# Chermisey
Chermisey è un comune francese di 101 abitanti situato nel dipartimento dei Vosgi nella regione del Grand Est.

## Società

### Evoluzione demografica
Abitanti censiti

## Storia
Durante la prima guerra mondiale dal mese di agosto 1918 vi era il campo volo del XVIII Gruppo (poi 18º Gruppo caccia) del Regio Esercito Italiano.